# Траур у древних греков
Траур у древних греков — похоронные церемонии у древних греков были обставлены большою торжественностью (особенно у афинян), причем мельчайшие подробности определялись обычаями и законами.
В Спарте обстановка погребении была проще, чем у других греков. Траур соблюдался здесь в течение лишь одиннадцати дней; на 12-й день приносилась заупокойная жертва Деметре. Громкие причитания и вопли были запрещены. Если умирал царь или важный сановник, тело его провожали, между прочим, мессеняне и мессенянки в черных одеждах, исполнявшие этим статью договора, предписанного победителями их спартанцами. Внешним выражением печали служили черные одежды и срезывание волос.
В Афинах первоначально в погребальных обрядах господствовала простота; лишь впоследствии, незадолго до времен Солона, формы траура приняли бьющие на эффект размеры. Женщины плакали, били себя в грудь, вырывали волосы, расцарапывали лицо, раздирали одежды; флейтисты, сопровождавшие процессию, поднимали такой шум, что будили обитателей ближайших кварталов (вынос тела происходил ранним утром, ещё до восхода солнца). Солон запретил терзать себе тело и вообще несдержанно выражать чувство скорби. Внешним образом траур у афинян проявлялся в том, что носили черные одежды (ср. слова Перикла: «Никто из современных мне афинян через меня не оделся в черные одежды»); кроме того, было принято стричь волосы, отказываться от роскоши одежды и, вообще, пренебрегать внешностью; неприличным считалось посещать пиры, участвовать в веселых празднествах, забавах и пр. Траур в Афинах продолжался 30 дней, из которых в последний на могиле приносилась поминальная жертва (τριακάς или τριακάδες). В некоторых городах (Аргос) цвет траурной одежды был белый.